# Jakubovice (okres Šumperk)
Obec Jakubovice (německy Jockelsdorf či Jokelsdorf) se nachází v okrese Šumperk v Olomouckém kraji. Žije zde 212 obyvatel.

## Název
V nejstarším písemném dokladu z roku 1351 má jméno vesnice latinskou podobu Jacobivilla - "Jakubova ves". Česky se vesnice uváděla vždy jako Jakubovice, což je od původu pojmenování obyvatel vsi (výchozí tvar Jakubovici) s významem "Jakubovi lidé". Německé jméno mělo v zápisech od 17. století podobu Jo(c)kelsdorf - "Joklova ves", jejíž základ Jokl byla domácká podoba jména Jakub.

## Historie
První písemná zmínka o obci pochází z roku 1351 (Jacobivilla).

## Kulturní památky
Obec byla vyhlášena vesnickou památkovou zónou. Stavby lidové architektury jsou dochovány rozptýleně, některé jsou ve špatném stavu.
V katastru obce jsou evidovány tyto kulturní památky:
- Kostel Nanebevzetí Panny Marie – raně barokní stavba z roku 1697 s pozdějšími úpravami; k areálu patří ještě:
  - schodiště s ohradní zdí z roku 1822
- Venkovský dům čp. 66 – památkou od roku 2004[7]

Nadále není památkově chráněna:
- Rolnická usedlost čp. 100 – lidová roubená architektura s pavlačí, trojdílný dům chlévního typu z roku 1822; památkově chráněna do roku 2002[8] – od roku 2009 stojí pouze základy[zdroj⁠?!]

## Galerie

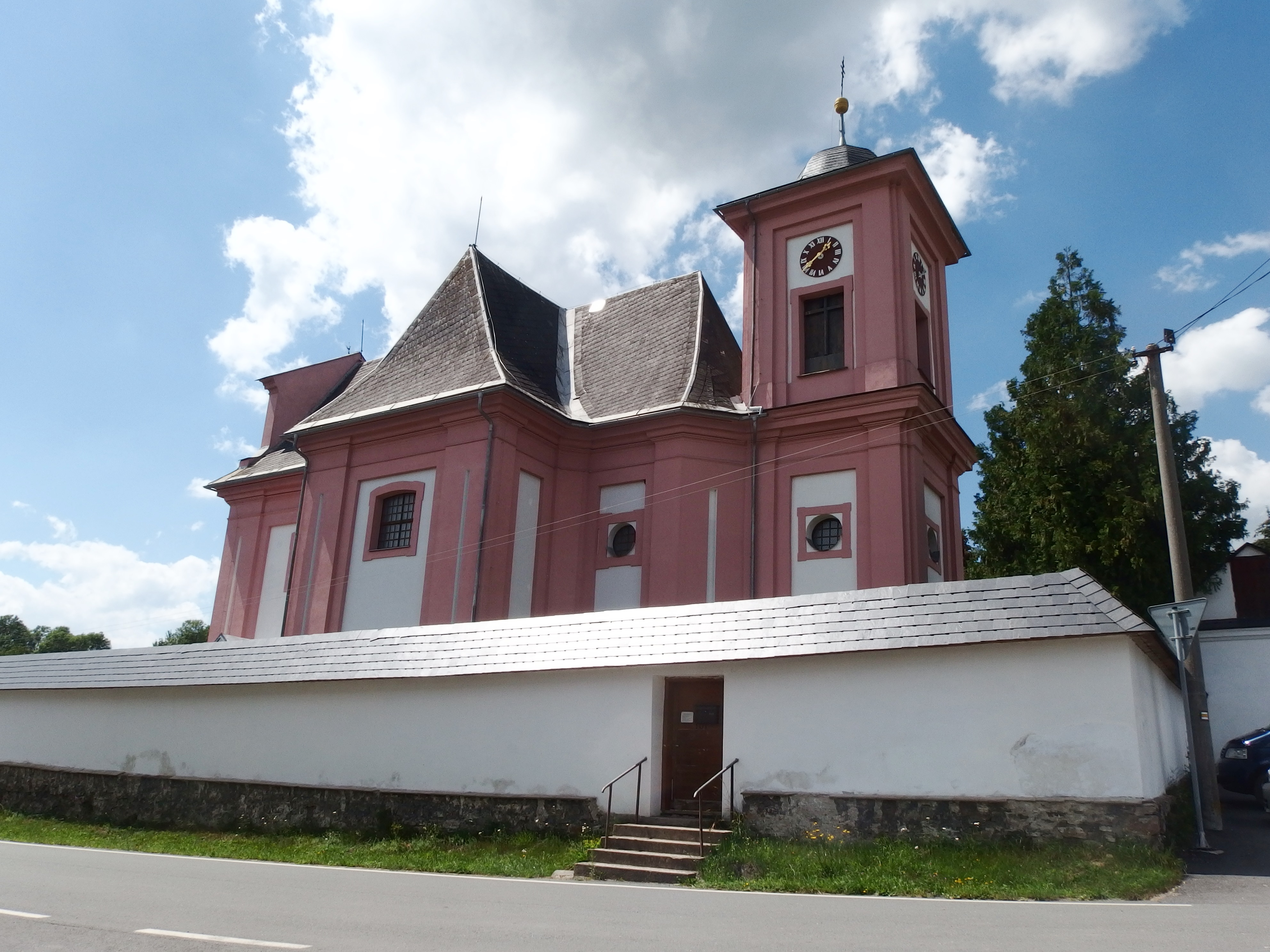
Kostel Nanebevzetí Panny Marie
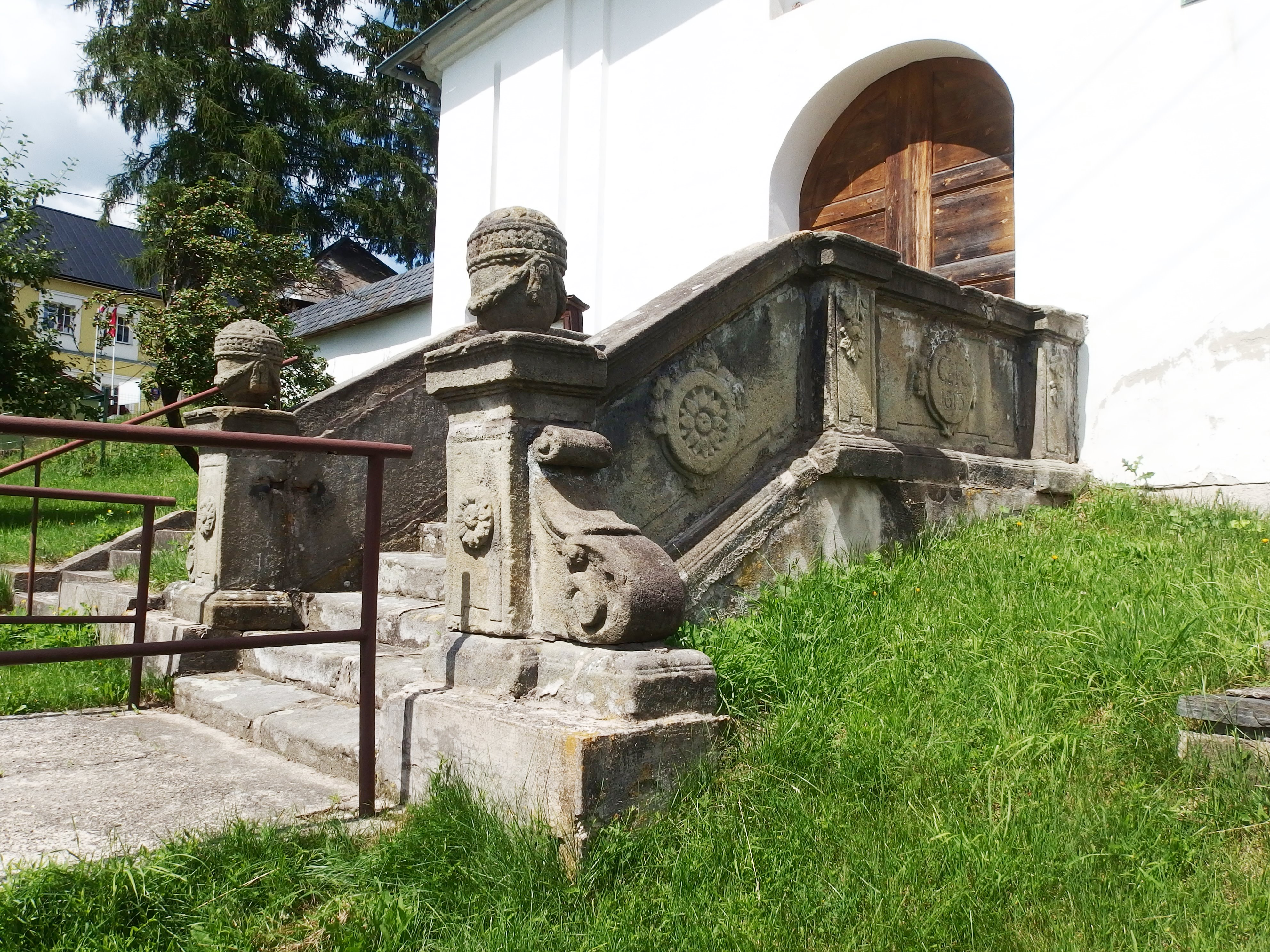
Schodiště ke kostelu
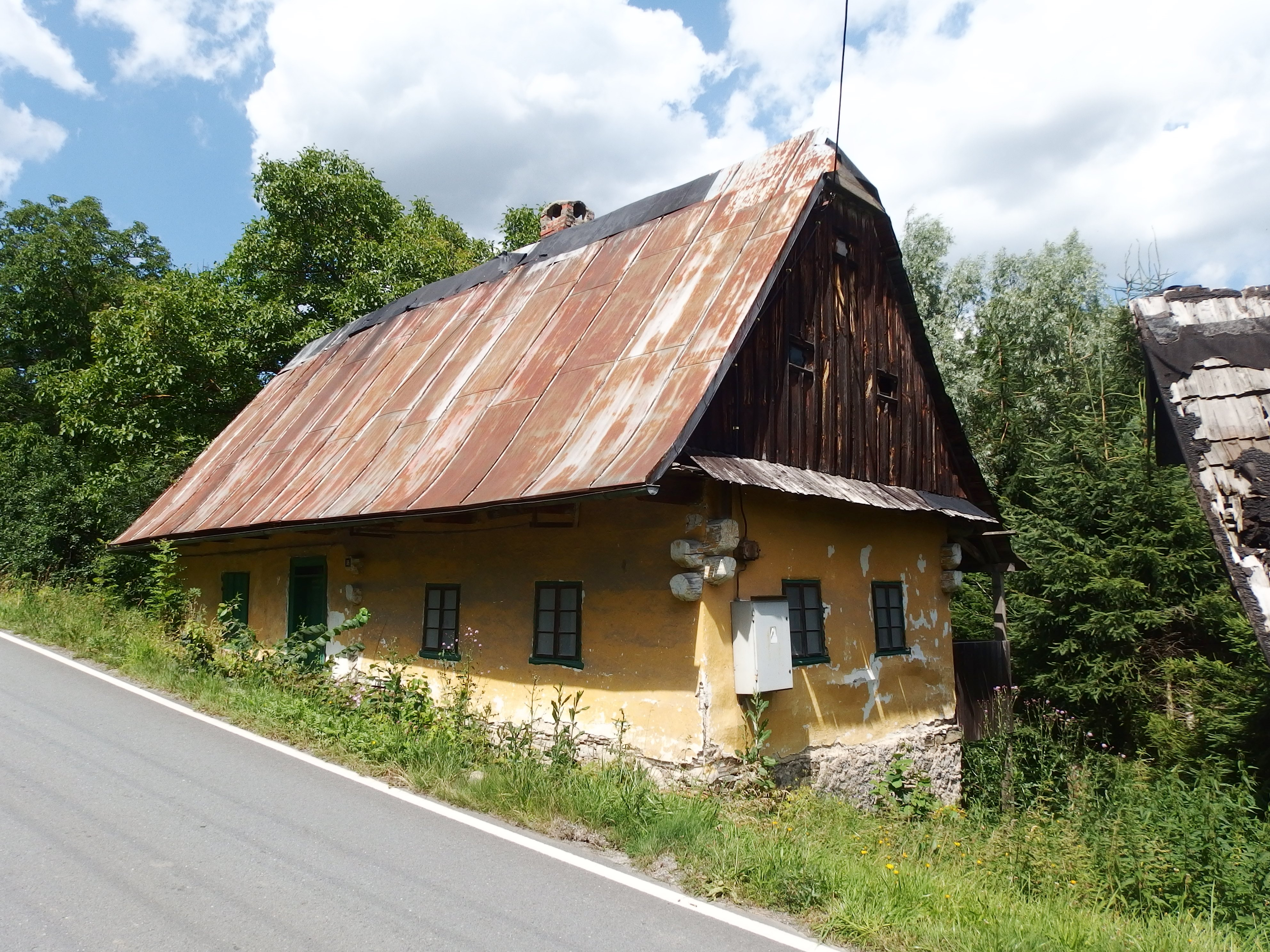
Dům č. p. 66
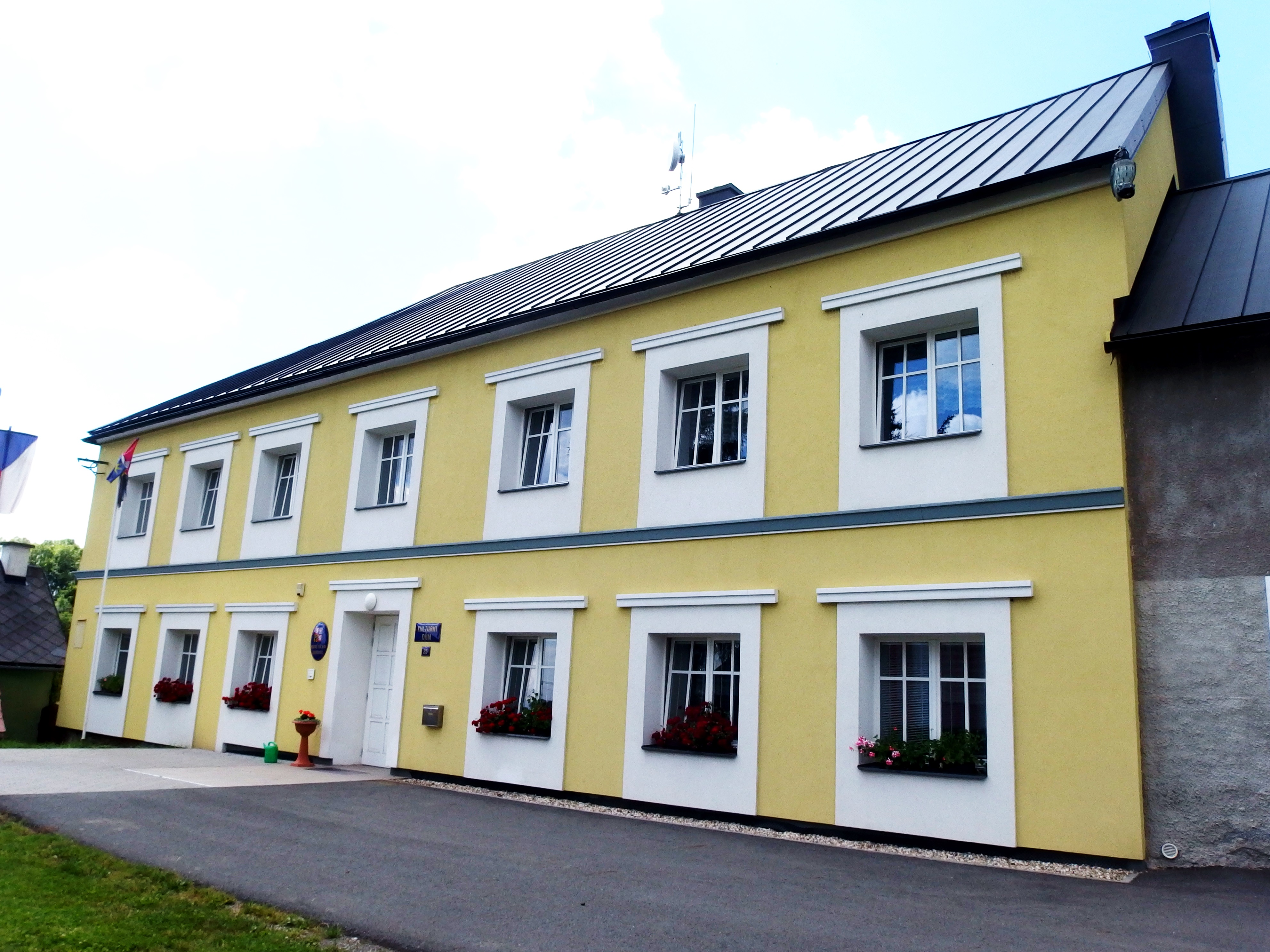
Obecní úřad
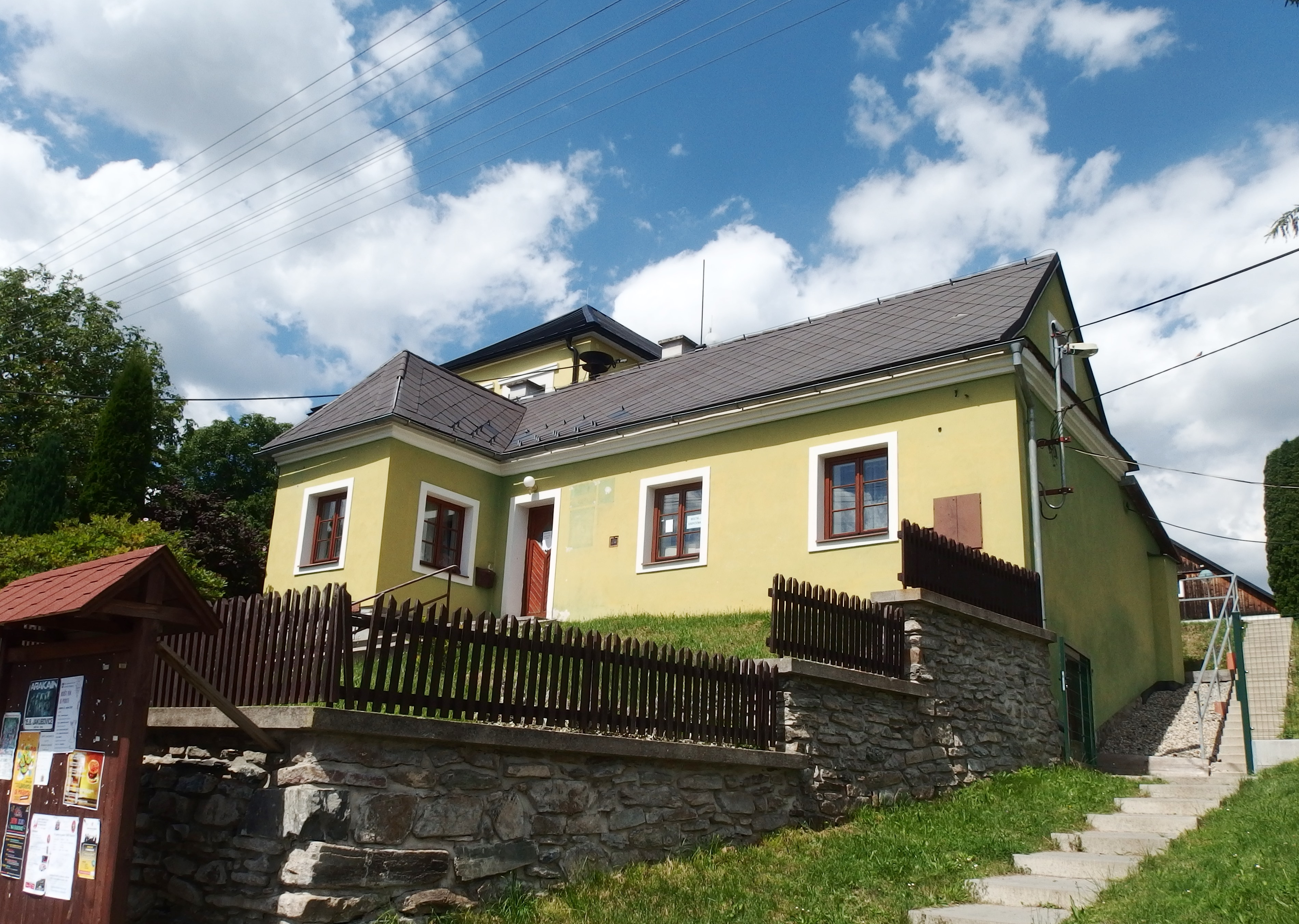
Knihovna